# 欠損歯
欠損歯（けっそんし）とは、歯列の中で存在していない歯のこと。先天的に歯が存在しない場合と、後天的に歯を喪失する場合がある。

## 概要
通常、欠損部位は局部床義歯・ブリッジ・デンタルインプラントを使用して人工歯により補綴されるが、先天欠損の場合、欠損歯の両側の歯の間に空隙がないこともある。

## 後天的欠損
後天的な欠損となる原因としては、歯周病などで失われる場合や、う蝕などにより抜歯される、外傷等、数多くの原因が存在する。この欠損を長期間放置しておくと、次のような悪い事象が発生する場合がある。
- 欠損した部分に向かって左右の歯が移動したり、上下方向に相対する歯が伸びる事による歯列咬。
- 骨の吸収。
- 顔貌への影響。
- 発音への影響。
- 顎関節への影響。
- 咀嚼への影響。

## 先天欠損
先天的な歯の欠損は、過剰歯とくらべて多い。歯胚が作られないために歯が発生しない。
食生活の変化などにより、歯の数が減ってきており、先天欠損はその影響ともされる。女性の方が多いとされている。第三大臼歯の欠損は一般的となり、すでに第二大臼歯までしか歯列として数えず、第三大臼歯は最初から数えないことが多い。この他、切歯、小臼歯でもそれぞれの歯種の最後方歯が欠損をすることが多い。